# Orsk
Orsk (rusko Орск) je drugo največje mesto v Orenburški oblasti v Rusiji, ki leži v stepi okrog 100 km jugovzhodno od južnega roba Uralskega gorovja. Mesto leži ob reki Ural. Leži ob rusko-kazahstanski meji.
On 15. novembra 2022 je ruski predsednik Vladimir Putin z odlokom mestu zaradi predanosti in delovnega heroizma prebivalcev mesta pri doseganju zmage v veliki domovinski vojni 1941–1945 dodelil naziv »mesto delovne hrabrosti«.

## Zgodovina
V antičnih časih je območje današnjega Orska prečkala karavanska trgovska pot, ki so jo Baškiri imenovali »Cesta Kanife« (»Kanifa juli«). Po nekaterih učenjakih je srednjeveško mesto Namjan, ki ga je opisal arabski geograf al-Idrisi (1100-1165), ležalo na mestu današnjega Orska. Po al-Idrisiju je bil Namjan majhno cvetoče trgovsko mesto, od koder so izvažali baker in kože v mesta osrednje Azije in na obale Kaspijskega morja.
Leta 1735 je bila na ustju reke Or zgrajena trdnjava Orenburg, ki so jo leta 1739 zaradi neugodne lege premaknili, utrdba, ki je ostala na njenem mestu, pa se je imenovala Orska utrdba. Vas, ki je zrastla blizu utrdbe so leta 1861 spremenili v Orsko stanico, leta 1865 pa v mesto Orsk. Lega mesta resnično ni bila primerna (poplave, ni bilo nobenih gozdov) in lokalno turško govoreče prebivalstvo ga je v 18. stoletju imenovalo Jaman-kala (»slaba utrdba«). Na seznamu iz leta 1866 se mesto imenuje Orsk (Jaman-kala).
Leta 1866 je imel rajon 435 gospodinjstev in prebivalstvo 3088 ljudi, vključno s 1679 moškimi in 1409 ženskami. Mesto je imelo eno pravoslavno  cerkev, eno mošejo, vaško kozaško šolo, mohamedansko šolo, dve pošti in sedem tovarn.
5. aprila 2024 je poplava reke Ural prebila zaščitni nasip, kar je vodilo v poplavo več delov mesta.